# Mile End

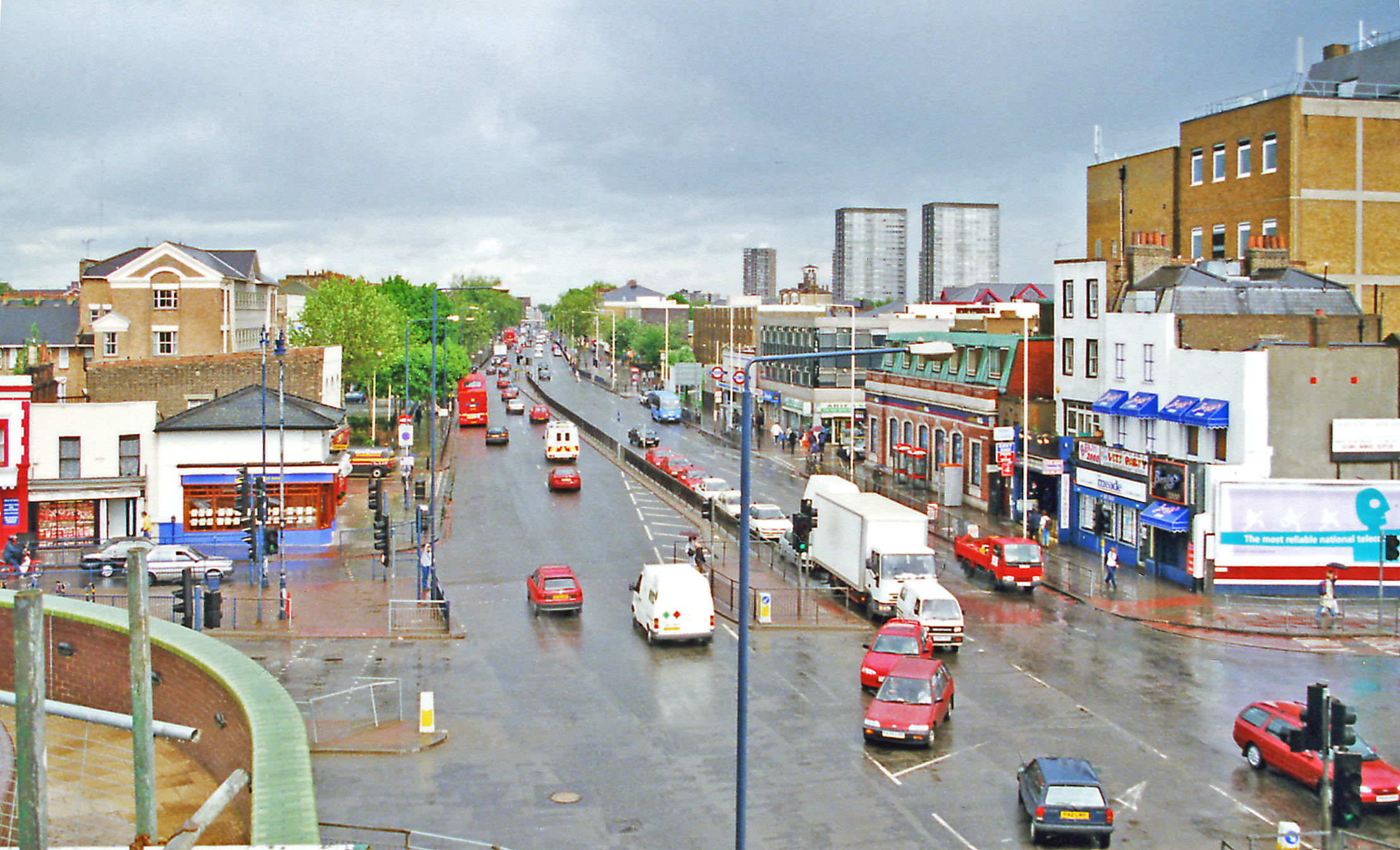
Mile End Road.

Mile End är en stadsdel eller district i östra London som sedan 1965 ingår i London Borough of Tower Hamlets, samt det informella området East End. Namnet kommer av att platsen förr låg en mile utanför portarna till Londons stadsmur. Det nuvarande Mile End ligger dock inte riktigt på samma plats. Ett av Mile Ends landmärken är parkbron Green Bridge från år 2000 som förbinder Mile End Park över huvudgatan Mile End Road.
I Mile End höll kung Richard II möte med rebellerna i bondeupproret 1381.